# Teodoro Metoquita
Teodoro Metoquita o Metoquito (en griego: Θεόδωρος Μετοχίτης, 1270–1332) fue un hombre de estado bizantino, escritor, filósofo y mecenas de las artes y de las ciencias. De c. 1305 a 1328 fue logoteta (tesorero) general del emperador Andrónico II Paleólogo.

## Biografía
Metoquita nació en Constantinopla, hijo del archidiácono Jorge Metoquites, un ferviente partidario de la unión de las Iglesias Ortodoxa y Católica. Después del Segundo Concilio de Blanquerna, su padre fue condenado al exilio, y Teodoro parece que pasó su adolescencia en los ambientes monásticos de Bitinia en Asia Menor. Se dedicó al estudio de autores tanto seculares como religiosos. Cuando Andrónico II visitó Nicea entre 1290 y 1291, Metoquites causó tal impresión en él que le llamó inmediatamente a la corte y le nombró logoteta general y al cabo de un año largo fue nombrado senador.
Además de realizar sus deberes políticos (embajadas a Cilicia en 1295 y a Serbia en 1299), Metoquita continuó estudiando y escribiendo. En 1312-1313, empezó a aprender astronomía de la mano de Manuel Bryennios y más tarde él mismo se convertiría en maestro de Nicéforo Grégoras. Se casó y tuvo cinco hijos y una hija, Irene (esposa de Juan Paleólogo, primo de Andrónico II).
La carrera política de Teodoro culminó en 1321, cuando fue investido como Gran logoteta. Estaba entonces en la cumbre de su poder y era también uno de los hombres más ricos de la época. Parte de su fortuna la destinó a la restauración y decoración de la iglesia del monasterio de San Salvador en Chora, en el noroeste de Constantinopla, donde el retrato del donante Metoquita todavía puede verse en un famoso mosaico del nártex, encima de la entrada de la nave (ver ilustración del cuadro). Agrandó la iglesia mediante un exonártex al oeste, un paraclesion al sur y un anexo al norte. Impuso en las pinturas y mosaicos una historia y una iconografía religiosa de gran éxito que tendría una similitud artística con Rávena.
La fortuna de Teodoro siempre estuvo ligada a su emperador. Después de unos años intermitentes de guerra civil, Andrónico II fue derrocado en 1328 por su propio nieto, Andrónico III Paleólogo. Metoquita cayó con él. Fue privado de sus posesiones y obligado a exiliarse a Didimóteicho, en Tracia. En 1330, se le permitió regresar a Constantinopla, siempre que se retirase a San Salvador en Chora, donde murió el 13 de marzo de 1332, después de adoptar el nombre monástico de Theoleptos. Fue enterrado en un arcosolio del paraclesion de la iglesia.

## Pensamiento
Como sabio él y su discípulo Grégoras estuvieron muy cerca de lograr un conocimiento enciclopédico. Franz Georg Mayer escribe que Metoquita había leído todas las obras filosóficas y científicas del mundo antiguo, de lo que dan fe los ciento veinte ensayos de variado tema que llegó a escribir y se han conservado; pero su gran afición, que transmitió a su discípulo Nicéforo Grégoras, quizá el sabio más importante de su época, fue la Astronomía.

## Obras
La extensa obra de Teodoro Metoquita consta de:
- 20 poemas en hexámetros dactílicos
- 18 discursos (Logoi),
- Comentarios sobre los escritos de Aristóteles en filosofía natural
- Una introducción al estudio de la astronomía de Ptolomeo (Stoicheiosis astronomike), gran suma astronómica que, aunque fue publicada, tuvo el mérito de poner la astronomía de nuevo en el centro de atención de los eruditos imperiales, especialmente a través de sus discípulos Nicéforo Grégoras y Barlaam di Seminara
- 120 ensayos sobre temas diversos, las Semeioseis gnomikai

Muchas de estas obras están todavía sin editar.